# Niels Stigsen
Niels Stigsen (m. 24 de septiembre de 1249) fue un noble y político danés, obispo en la catedral de Roskilde desde 1225. También se convirtió en canciller de Valdemar II de Dinamarca. Estuvo involucrado tanto en el acuerdo de Stensby como en la Ley de Jutlandia (Jyske Lov). Cayó en desgracia con Erico IV de Dinamarca; fue privado de su cancillería en 1245 y poco después huyó a Noruega, luego a Francia. Murió en el exilio.

## Biografía
Era hijo de Stig Tokesen Hvide y Margarita Knudsen (hija de Canuto Lavard), por lo tanto pertenecía a una de las familias más importantes e influyentes de Dinamarca. Eligió el camino eclesiástico, y tras la muerte del obispo Peder Jacobsen de Roskilde, fue elegido como su sucesor en 1225. Unos años más tarde se convirtió en canciller del rey cuando murió el obispo Niels de Schleswig. Niels Stigsen ocupó un lugar privilegiado entre los obispos de la época, mostró un gran celo eclesiástico, hizo cumplir los privilegios de su cabildo catedralicio incluida la libre elección de los canónigos, e impulsó a los monasterios daneses. Junto con el arzobispo Uffe Thrugotsen y el obispo Gunner de Viborg, en 1233 quiso asegurar el monasterio de Sorø con la tierra que el hijo de Esbern Snare, Johannes Marsk, había presuntamente donado, pero los herederos de Esbern no cederían.

### Monasterios
Esbern Snowing Ling, nieto de Esbern Snare, en su lecho de muerte donó a la abadía de Sorø algunos bienes, su madre Margarita se los devolvió, prohibió tres veces a Niels Stigsen apropiarse de los bienes y forzó la ejecución del testamento. Además, realizó un afortunado intercambio entre Sorø y el monasterio de Sankt Peders por Næstved, y este último monasterio lo contó entre sus benefactores. Asimismo, en 1237 contribuyó significativamente a la fundación del monasterio franciscano de Roskilde, cuya iglesia consagró en 1239. Niels Stigsen estuvo presente en la reunión en Stensbyen (1238), donde se firmó el acuerdo de Stensby, que devolvió a Estonia las posesiones de la Orden de Livonia, y en la reunión de Vordingborg en 1241 donde se anunció la Ley de Jutlandia (Jyske Lov).

## Declive de la dinastíaHvide
Erik Plovpenning tuvo inicialmente buenas relaciones con el obispo Niels hasta 1244. En 1245 cuando los obispos daneses participaron en la reunión de Odense, que anunció una solemne condena sobre todo aquel que violase la propiedad y los derechos de la iglesia. Esto iba dirigido al rey, razón por la cual Erik en su indignación contra Niels Stigsen, que se había «pronunciado en su contra», lo privó del cargo de canciller y lo acusó, junto a familiares y amigos, de querer derrocarlo y asesinarlo.
Tras la ruptura con el rey, Niels Stigsen debió buscar apoyo entre sus poderosos parientes, pero se vio forzado a huir primero a Noruega, más tarde a Francia donde estuvo en parte con el Papa en Lyon, y parte en Clairvaux. Se inició una fatídica enemistad entre la dinastía de Skjalm Hvide y el reino de Dinamarca.
El rey Erik confiscó las propiedades privadas de Niels Stigsen, también las posesiones de su sede episcopal, incluida Copenhague. Niels Stigsen se quejó a Inocencio IV, pero por razones políticas el Papa se mostró tranquilo con el asunto y se contentó con una investigación. El resultado, sin embargo, fue en contra la corona, y Niels Stigsen declaró un interdicto sobre la Diócesis de Roskilde; pero el Rey lo desafió y se apoderó de las propiedades del decano Jacob Erlandsens. A partir de entonces, Inocencio IV actuó con más firmeza contra Erik, nombró un tribunal para resolver el caso y nombró al obispo enemigo del rey, Eskil de Schleswig a la cabeza de la misma. Niels Stigsen murió el 24 de septiembre de 1249 durante su estancia en Clairvaux.
Ls relaciones entre la Iglesia y el reino de Dinamarca no se normalizaron hasta la muerte del rey en 1250.